# Spring Hill, Queensland
Spring Hill är en stadsdel i Brisbane i delstaten Queensland i Australien. Den ligger nära centrala Brisbane.
Runt Spring Hill är det mycket tätbefolkat, med 1 573 invånare per kvadratkilometer.. Närmaste större samhälle är Brisbane, nära Spring Hill.
Runt Spring Hill är det i huvudsak tätbebyggt. Genomsnittlig årsnederbörd är 1 424 millimeter. Den regnigaste månaden är januari, med i genomsnitt 275 mm nederbörd, och den torraste är oktober, med 21 mm nederbörd.